# 인어공주상

랑겔리니의 인어상

인어공주상(덴마크어: Den lille Havfrue)은 덴마크 코펜하겐 랑겔리니의 해안 바위에 설치된 인어 상이다. 높이는 1.25m이며, 무게는 175kg이다.
한스 크리스티안 안데르센의 동화 인어공주에서 동기를 얻어, 1913년 에드바르드 에릭센(Edvard Eriksen)이 제작했다. 머리는 덴마크의 유명 발레리나인 엘렌 프리세를 모델로 하여 만들었지만, 몸 부분은 프리세가 누드 모델이 되는 것을 거부하여 작가의 부인인 엘리네 에릭센이 모델이 되었다.

## 참고 문헌
- 이 문서에는 다음커뮤니케이션(현 카카오)에서 GFDL 또는 CC-SA 라이선스로 배포한 글로벌 세계대백과사전의 내용을 기초로 작성된 글이 포함되어 있습니다.